# Joseph Klotz

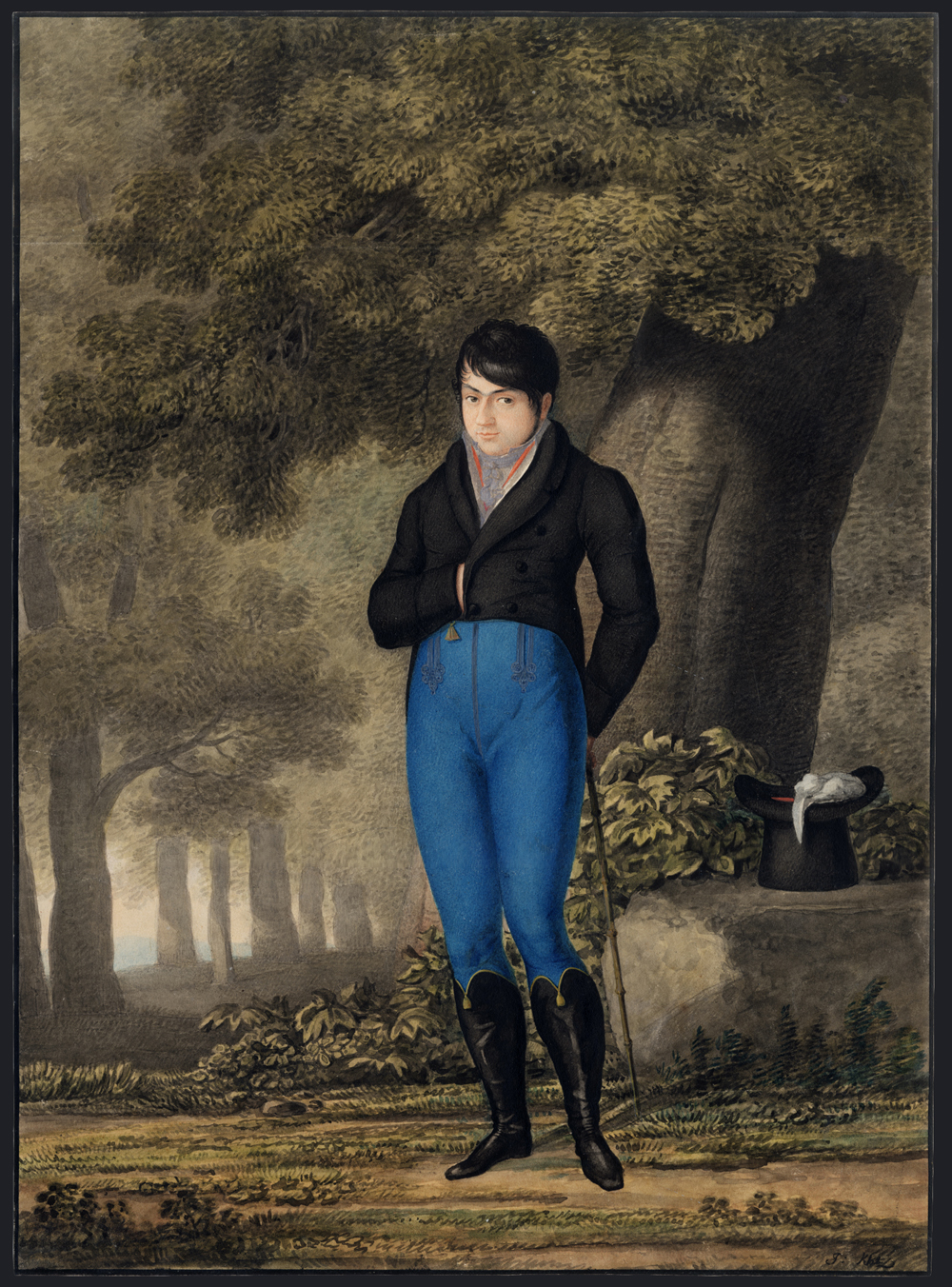
Porträt eines jungen Herren

Joseph Klotz (*  25. April 1785 in München; † 15. Februar 1830 ebenda) war ein deutscher Maler, Lithograf und Bühnenbildner.
Den ersten Malunterricht erhielt er von seinem Vater, dem Theatermaler Matthias Klotz (1748–1821). In seiner Jugend besuchte er Frankreich und Norddeutschland. In Paris und Berlin studierte er die Werke der alten und modernen Meister.
Klotz wurde vor allem als Bühnenmaler bekannt. Er war ab 1821 am Königlichen Hoftheater in München als Nachfolger seines Vaters als Hoftheatermaler für Landschaften tätig.
Er schuf auch Bilder in Öl und Aquarell sowie Zeichnungen. Als sein Meisterwerk gilt die Theaterkulisse mit der Darstellung des großen Brandes von Moskau 1812, das im Theater am Isarthor am 3. Juli 1814 gezeigt wurde. Seine Ansicht von München aus dem Jahr 1817 ist in den Sammlungen der Neuen Pinakothek in München erhalten.
Da Joseph Klotz’ Tätigkeit hauptsächlich dem Bühnenbild gewidmet war, sind nur sehr wenige seiner Werke erhalten geblieben.
Joseph Klotz starb 1830 im Alter von 44 Jahren in München.

## Grabstätte

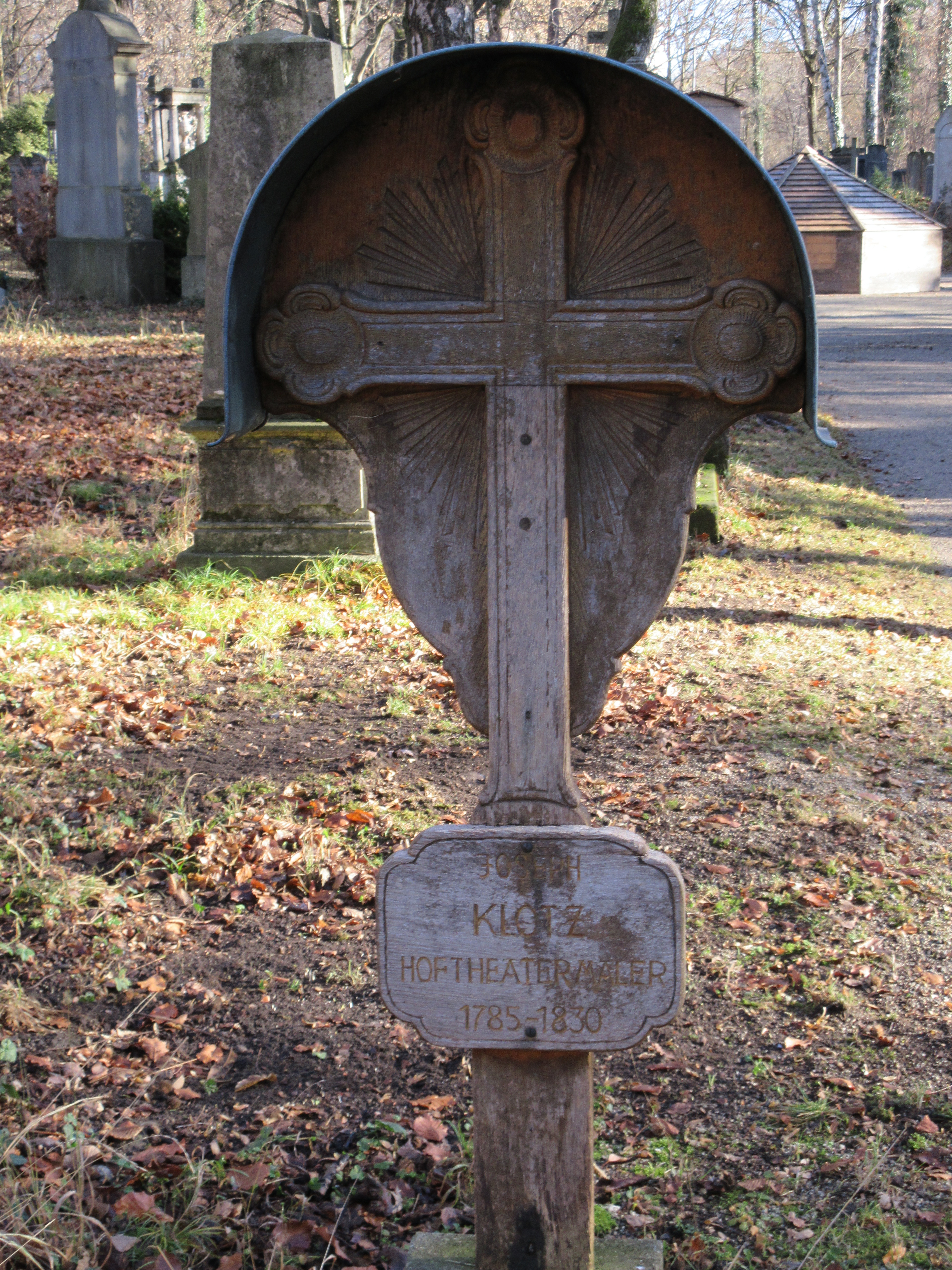
Grab von Joseph Klotz auf dem Alten Südlichen Friedhof in München

Die Grabstätte von Joseph Klotz befindet sich auf dem Alten Südlichen Friedhof in München (Gräberfeld 17 – Reihe 12 – Platz 57) Standort.